# Sidalcea glaucescens
Sidalcea glaucescens är en malvaväxtart som beskrevs av Greene.. Sidalcea glaucescens ingår i släktet axmalvor, och familjen malvaväxter. Inga underarter finns listade i Catalogue of Life.

## Bildgalleri

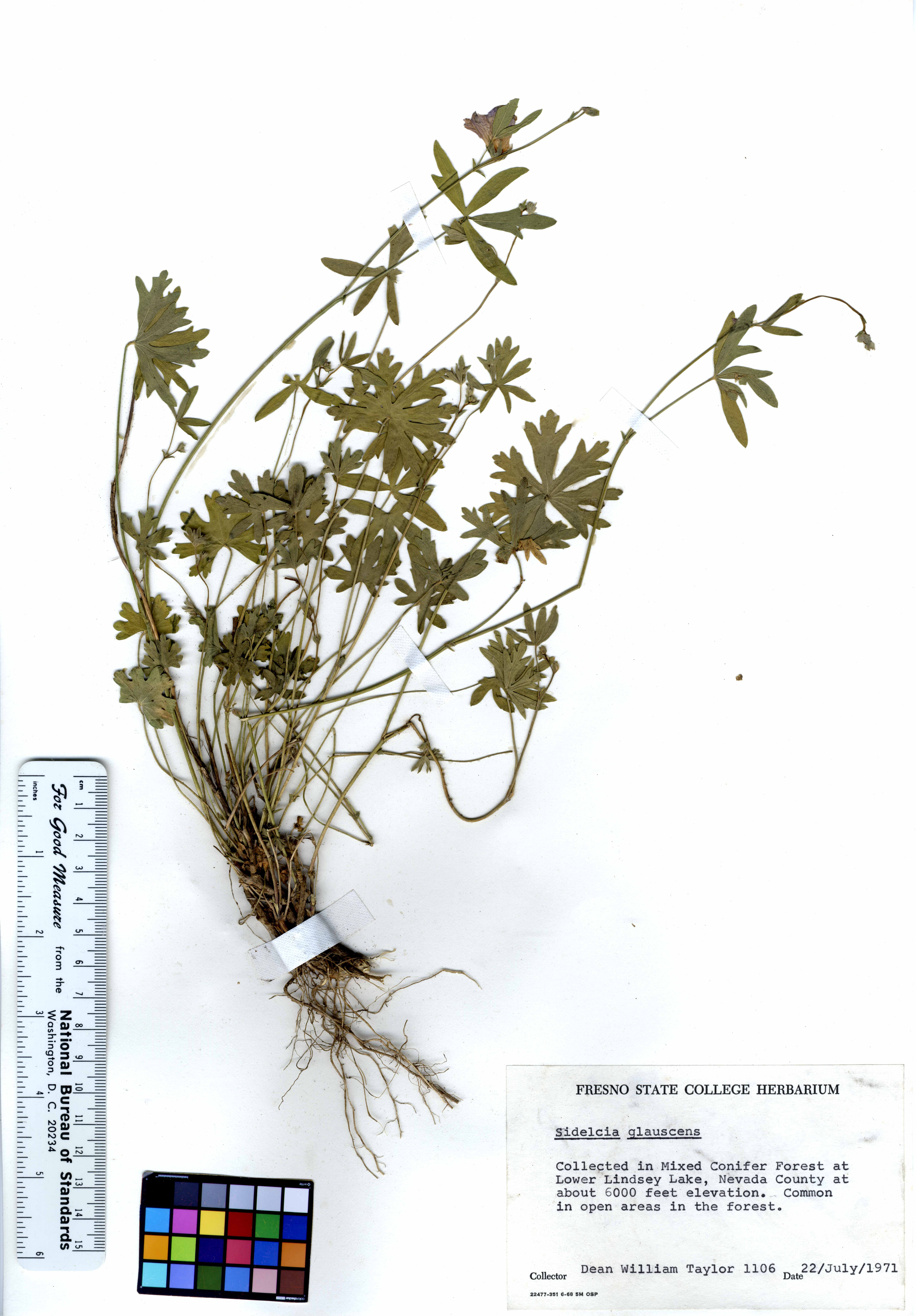
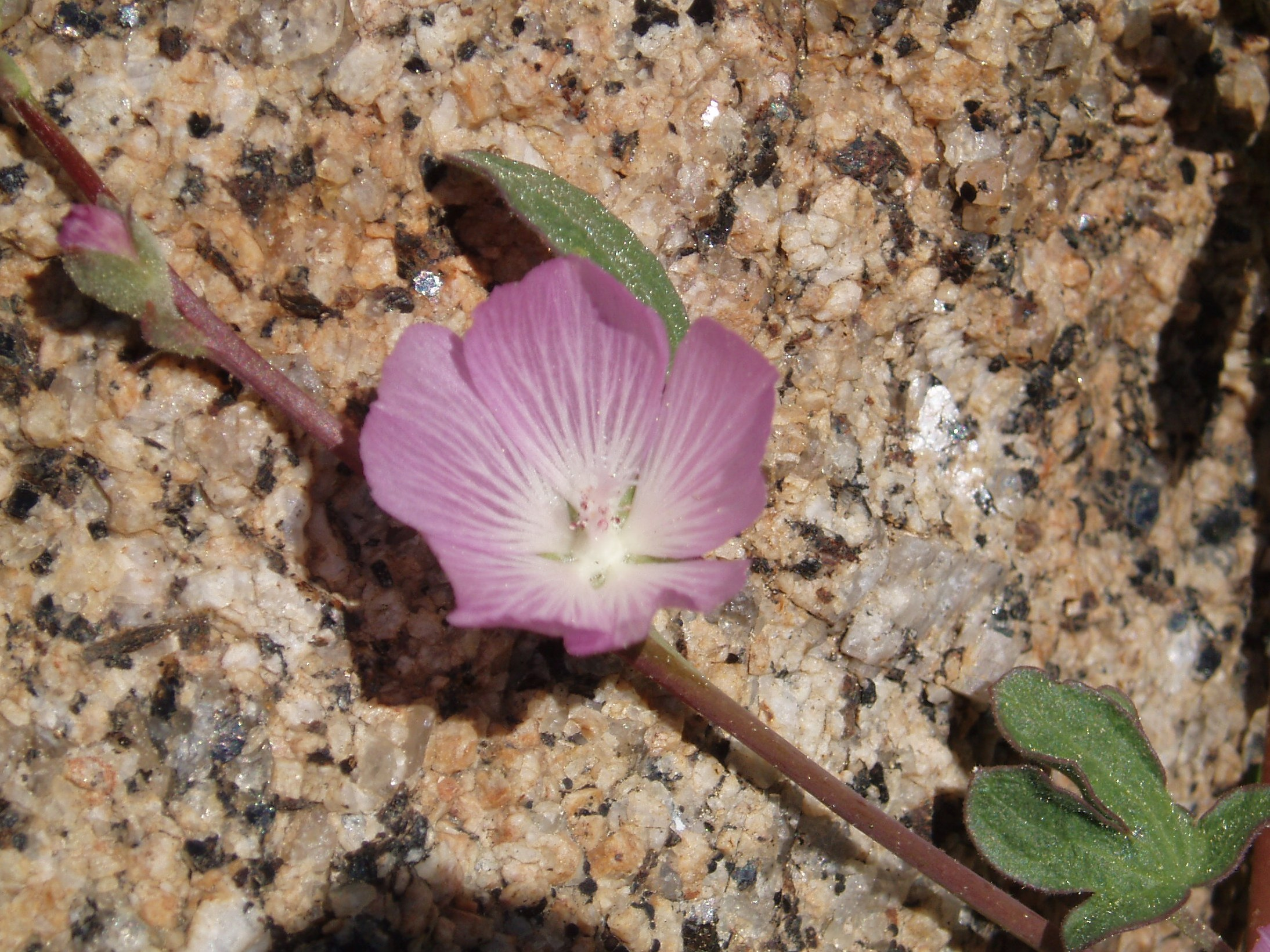